# Fiat Ecobasic
Fiat Ecobasic er en konceptbil designet af den italienske fabrikant Fiat Automobiles og præsenteret i december 1999 på Bologna Motor Show og udstillet i marts 2000 på Geneve Motor Show.
Formålet med konceptbilen var at vise, at det var muligt at designe og bygge en bil som kunne transportere fire personer i en struktur fremstillet af fuldt genanvendelige kompositmaterialer og med meget lave produktions- og brugsomkostninger.

## Generelt
Ecobasic blev udviklet i overensstemmelse med Euro NCAP's standarder, og derudover er materialerne som dækker strukturen alle genanvendelige. Designet var blevet testet i en vindtunnel, med en luftmodstandskoefficient på 0,28.
Frontgrillen er forsynet med en slags gennemsigtig klap som giver direkte adgang til kølervæske- og oliebeholderne, såvel som de positive og negative batteripoler. Efter en produktion på 10 eksemplarer af Ecobasic besluttede Fiat ikke at sætte bilen i masseproduktion.
- Bagfra
- Frontgrill

## Teknik
Konceptbilen drives af en 1,2-liters 16-ventilet commonrail-turbodieselmotor med 61 hk og 160 Nm; den giver bilen en elektronisk begrænset topfart på 160 km/t og en acceleration fra 0 til 100 km/t på 13 sekunder. Motoren er kombineret med en femtrins automatgearkasse. Ecobasic har et brændstofforbrug på 3 liter pr. 100 kilometer.